# Бурбах (Айфель)
Бурбах (нем. Burbach) — община в Германии, в земле Рейнланд-Пфальц.
Входит в состав района Айфель-Битбург-Прюм. Подчиняется управлению Кильбург. Население составляет 609 человек (на 31 декабря 2010 года). Занимает площадь 16,88 км².